# Greenphone
Greenphone es el primer teléfono inteligente basado en Linux que incorpora Qtopia Phone Edition. Fue desarrollado por la compañía Qt Software, y vio la luz en agosto del 2006, dejándose de comercializar en octubre del 2007 por fin de existencias.
Este móvil adjunta un kit de desarrollo con licencia open source GPL conocido con el nombre de Qtopia Greensuite. Pese a que es imposible conseguir un dispositivo como este, la plataforma Qtopia sigue siendo compatible con otros móviles como es el Neo1973. La plataforma es muy similar a otras como LiMo Foundation, pero es más próxima a Android dado que el Greenphone está provisto de un SO completo con interfaz de usuario final, y se provee con él un SDK más próximo al programador que permite desarrollar aplicaciones en Java por ejemplo.

## Relacionados
- OpenMoko
- Fairphone
- Android
- LiMo Foundation
- Linux Phone Standards Forum
- Mobile Linux Initiative
- Open Mobile Alliance (OMA)
- Moblin project